# Hermann Ritter
Hermann Ritter   (Wismar, 16 de setembre de 1849 - Würzburg, 25 de gener de 1926) va ser un músic alemany del Romanticisme tardà.
Per espai de molts anys fou professor de piano, de viola i d'història de la música de l'Escola Reial de Würzburg, on entre d'altres alumnes tingué a Clemens Meyer i, és principalment conegut per haver inventat una viola alta, destinada a ocupar en el quartet d'arc el lloc del segon violí, sent, per tant, un entremig entre el primer violí i la viola ordinària.

## Obres més importants
- Die Geschichte der viola alta und die Grundsätze ihres Baues (1877; 3.ª ed., 1885);
- Repetitorium der musikgeschichte (1880);
- Populaere Elementartheorie der Musik, Aus der Harmonielehre meines Lebens (1883),
- Kathechismus der Musikaesthetik (2.ª ed., 1894);
- Allg, Encyklopädie der Musikgeschichte (1901/02).